# Джидински хребет
Джидинският хребет (на руски: Джидинский хребет; на монголски: Зэдийн нуруу) е планински пограничен хребет в югозападното Задбайкалие, разположен в югозападната част на Република Бурятия, Русия и северната част на Монголия. Простира се от запад на изток на протежение около 350 km покрай десния бряг на река Джида (ляв приток на Селенга). Максимална височина връх Сардик Ула 2027 m (50°08′54″ с. ш. 104°04′26″ и. д. / 50.148333° с. ш. 104.073889° и. д.), на границата с Монголия. Изграден е от гранити и метаморфозирани скали. По северния му склон се стичат множество къси и бурни реки (Хасурти, Шабартай, Цедже, Худат и др.) десни притоци на Джида, а по южния му склон – река Ерин Гол (ляв приток на Егийн Гол, ляв приток на Селенга) и левите притоци на река Зелтер Гол (десен приток на Джида). Северният му склон, на височина до 1700 m е обрасъл с лиственична и лиственично-кедрова тайга, нагоре – само кедрова, а южният му склон е зает от лиственична лесостеп, а нагоре – само лиственична гора.
Джидинския хребет е открит през 1896 г. от експедицията на руския учен Сергей Обручев, който заедно със своите сътрудници Александър Герасимов (геолог и геодезист) и Антон Едмундович Гедройц (геодезист и геофизик) му извършват първото физикогеографско изследване и топографско заснемане.

## Топографска карта
- Топографска карта М-48-А, М 1:500 000[2]